# HS Papanikolis (2004)
HS Papanikolis (S120) – grecki okręt podwodny typu 214, wybudowany na zamówienie przez niemiecką stocznię HDW w Kilonii. „Papanikolis” jest pierwszą z czterech jednostek tego typu budowanych dla Grecji, pozostałe trzy zaś budowane są przez stocznię grecką. W służbie marynarki wojennej Grecji, wyposażone w oparty na ogniwach paliwowych pomocniczy układ AIP jednostki typu 214, noszą miano typu Katsonis. Wybudowaną  w Kilonii jednostkę trapią liczne problemy techniczne, skutkiem czego grecka marynarka wojenna odmawiała początkowo jej odbioru, twierdząc że okręt w tym stanie nie nadaje się do eksploatacji. Stocznia HDW przyjęła okręt do naprawy, po jej ukończeniu jednak wady ujawniły się ponownie podczas rejsu powrotnego do Grecji. „Papanikolis” jest okrętem prototypowym skonstruowanego dla celów eksportowych typu 214. Według informacji prasowych, Grecja zamierza przyjąć okręt do służby po czym sprzedać go, a jednym z zainteresowanych nabyciem jednostki ma być polskie ministerstwo obrony.

## Problemy techniczne
Po rozpoczęciu testów „Papanikolisa” w 2006 roku, grecka marynarka wojenna odkryła w nim szereg problemów technicznych, wśród których znajdowały się problemy z wydajnością opartego na ogniwach paliwowych niezależnego od dostępu powietrza systemu zasilania energią.

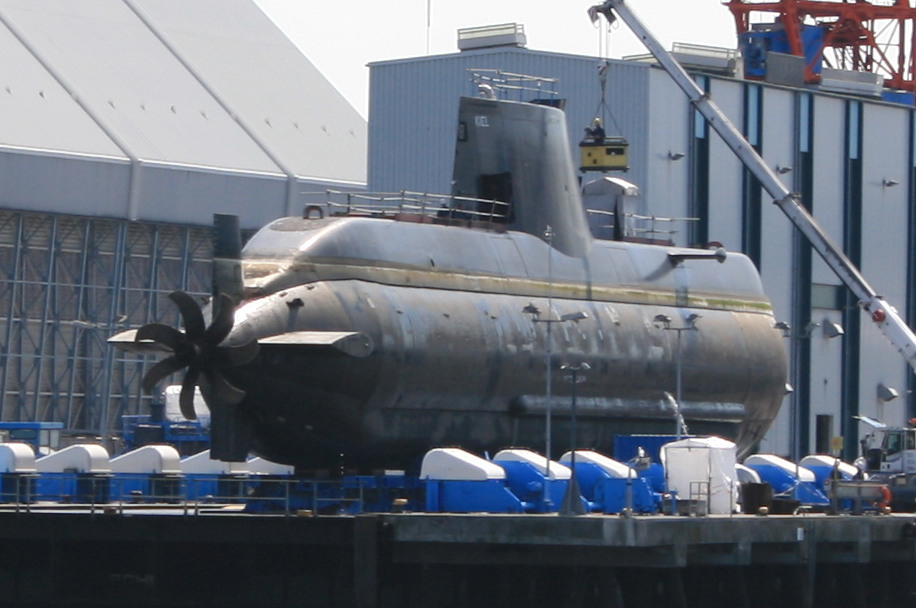
„Papanikolis” w suchym doku - widoczna nowoczesna nisko szumowa śruba, która jednak wywołuje nadmierną kawitację

Układ AIP okrętu ma bowiem mniejszą od przewidzianej specyfikacją systemu moc wyjściową, a ponadto na skutek wyższej niż prawidłowa temperatury układu, system musi być wyłączany już po kilku godzinach pracy.
Okręt borykał się także z problemami zintegrowanego bojowego systemu sensorów podwodnych (Integrated Sensor Underwater System - ISUS), zwłaszcza burtowymi antenami sonarów, poważnymi problemami ze stabilnością okrętu podczas rejsu na powierzchni morza, a także problemami z nieszczelnymi systemami hydraulicznymi okrętu. Stwierdzenie tych problemów pociągnęło za sobą odmowę odbioru okrętu przez nabywcę, i powrót jednostki do niemieckiej stoczni. Poważnymi wadami obciążone były także wywołująca nadmierną kawitację śruba okrętowa oraz peryskop, który przy prędkościach większych niż 3 węzły podlegał wibracjom.
Producent okrętu podjął się naprawy jednostki, jednakże przez dłuższy czas „Papanikolis” stał w doku w Kilonii, grecka marynarka wojenna odmawiała bowiem odbioru jednostki, mimo twierdzenia stoczni iż problemy techniczne zostały już usunięte. Dowództwo greckiej floty wysuwało zarzuty, iż okręt wymaga przeprowadzenia kilku doraźnych modyfikacji w celu uniknięcia konieczności rozbiórki jednostki, a także wynikające z nadmiernego zużycia niektórych urządzeń pokładowych na skutek konieczności przeprowadzenia większej liczby testów okrętu. Podnoszono także argumenty oparte na tradycjach morskich, które nie są bez znaczenia w praktyce, bowiem problemy techniczne jednostki przyniosły jej wśród marynarzy złą sławę „okrętu pechowego”. Nadto, jak ujawniło greckie ministerstwo obrony, już podczas rejsu okrętu z Kilonii do greckiej stoczni w Skaramangas ujawniły się poważne problemy techniczne czyniące okręt niezdolnym do służby operacyjnej. 2 listopada 2010 roku, pod silną presją polityczną i po dwukrotnej zmianie przewodniczącego komisji odbiorczej, „Papanikolis” został jednak  przyjęty w skład greckiej marynarki wojennej, następnie gruntownie przebudowany w stoczni Skaramangas. Koszt projektu i wykonawstwa przebudowy pokryła firma niemiecka, strona grecka pokryła koszt importu wymienianych podzespołów okrętu. Kolejne okręty typu 214, budowane następnie w Turcji, różnią się od greckich już także zewnętrznymi wymiarami geometrycznymi

## Oferta sprzedaży Polsce
W styczniu 2009 roku, rzecznik polskiego Ministerstwa Obrony Narodowej potwierdził, że niemiecka stocznia złożyła Polsce ofertę zakupu okrętu wraz z zapewnieniem iż jednostka jest całkowicie sprawna,za kwotę 2 mld zł w całości, bądź za 1,5 mld zł w postaci konstrukcji pozbawionej głównych systemów zarządzania i walki. 29 października 2010 roku grecki minister obrony Ewangelos Wenizelos ponowił ofertę sprzedaży „Papanikolisa” w rozmowie z polskim ministrem obrony Bogdanem Klichem. 